# Акупресура
Акупресура је метода традиционалне кинеске медицине (и једна од метода која се користи у физиотерапији), притискања прстима или помагалима у одређене (акупресурне) тачке на телу у циљу пружања помоћи себи или другим особама. Назив акупресура је западног порекла, и у преводу значи „убадање“, штипкање и лупкање прстима или помагалима у одређене тачке (које Кинези називају акупунктурне тачке) на телу. Акупресуром се по искуствима традиционалне кинеске медицине, успоставља равнотежа животне енергије (Чи) односно биоенергије, што резултује излечењем или санирањем одређених болести, односно тегоба. 

## Синоними
Активна акупресура • Акупресија • Арома акупресура • Ароматерапијска акупресура • Аурикуларна акупресура • Кинески акупресура • Акупресура стопала • енгл. Neiguan Point Acupressure • П6 акупресура • Пасивна акупресура • Сан Јин Џиао акупресура • СП6 Акупресура • Традиционална кинеска акупресура • Западна акупресура. 

## Принципи акупресуре
Техника акупресуре је по свом квалитету и успешности одмах иза акупунктуре, а од ње се разликуједа по томе што се акупресура изводи без убадања игала на много мањем броју акупунктурних тачака. Тачке које се користе при терапији притискањем су веома бројне, међу којима су неке заједничке са тачкама у акупуктури, али неке тачке - стимулативне линије су специфичне само за ову врсту терапије. Постоје три методе које се користе за одређивање акупресурних тачака а то су:
- пропорционално мерење,
- мерење дужином прста,
- мерење означавањем површине.

Глава и врат броје 34 тачака, горњи ектремитета 29, груди и абдомен 14, леђа 15 тачака и доњи удови 51 тачку.
Задатак терапије је да се притиском на горенаведене тачке-стимулативне линије, унапреди витална енергија и циркулација крви, прочисте канали (кроз које пролази витална енергија „Чи“), регулише „Јин“ и „Јанг“ и они одрже у равнотежи. 
Терапеути који се баве акупресуром требало би да буду добре физичке конституције, и поседује вештину притискања, сабијања, лупкања и куцкања тачака или стимулативних линија.